# Spelaren (film)
Spelaren (engelska: The Player) är en amerikansk svart komedifilm från 1992. Filmen är regisserad av Robert Altman och skriven av Michael Tolkin. Den är baserad på Tolkins roman från 1988 med samma namn, och handlar om en manuschef på en filmstudio i Hollywood som dödar en manusförfattare som han tror skickar honom dödshot.
Filmen hade premiär i Sverige den 14 augusti 1992, utgiven av Paramount Pictures.

## Rollista (i urval)
- Tim Robbins – Griffin Mill
- Greta Scacchi – June Gudmundsdottir
- Fred Ward – Walter Stuckel
- Whoopi Goldberg – Detective Avery
- Peter Gallagher – Larry Levy
- Brion James – Joel Levison
- Cynthia Stevenson – Bonnie Sherow
- Vincent D'Onofrio – David Kahane
- Dean Stockwell – Andy Civella
- Richard E. Grant – Tom Oakley